# المدانون 2 (فلم)
المدانون 2 (بالإنجليزية: The Condemned 2) ويعرف أيضا باسم «المدانون 2: فريسة الصحراء» (بالإنجليزية: The Condemned 2: Desert Prey) هو فيلم حركة تم إنتاجه في الولايات المتحدة وصدر سنة 2015 بطولة راندي أورتن وإريك روبرتس وهو الجزء الثاني من سلسلو أفلام «المدانون».

## القصة
ينتظر المجرم الخطير باونتي هنتر تنفيذ حكم الإعدام في سجنٍ فاسد، لكنه يجد نفسه كجزء من مسابقة يجبر فيها المحكوم عليهم لمحاربة بعضهم البعض حتى الموت كجزء من اللعبة التي تذاع على الجمهور.

## وصلات خارجية
- مقالات تستعمل روابط فنية بلا صلة مع ويكي بيانات

المدانون 2 على IMDb
المدانون 2 على Rotten Tomatos